# Tous les chiens vont au paradis (série télévisée d'animation)
Tous les chiens vont au paradis (All Dogs Go to Heaven: The Series) est une série télévisée d’animation américaine en quarante épisodes de 22 minutes créée par Don Bluth, coréalisée par John Grusd et Gary Selvaggio. Elle a été diffusée du 21 septembre 1996 au 28 février 1998 en syndication, puis du 31 juillet au 6 novembre 1998 sur Fox Family Channel.
Il s'agit d'une série dérivée du long métrage d'animation de Don Bluth Charlie, mon héros / Tous les chiens vont au paradis (1989) et de sa suite.
En France, la série est diffusée sur France 3 dans l'émission Les Minikeums lors des vacances de Noël 1997, 1998 et 1999. En Suisse, la série a été diffusée sur la Télévision Suisse Romande. En Belgique, elle a été diffusée sur Club RTL

## Synopsis
Charlie et Gratouille, chiens anges gardiens et leur amie Sasha Lafleur, protègent chaque jour San Francisco du démon Belladona et de ses 2 acolytes : Carcasse et Zigouille.

## Épisodes

### Première saison (1996-1997)
1. The Doggone Truth
2. Field Trip
3. Lance the Wonder Pup
4. Puppy Sitter
5. Dogs in the House
6. Cyrano de Barkinac
7. An Itch in Time
8. Mission: Im-paws-ible
9. Mutts Ado About Nothing
10. Dog Eat Dog
11. Will Success Spoil Itchy Itchiford?
12. Heaventh Inning Stretch
13. The Perfect Dog

### Deuxième (1997 - 1998)
1. La Doggie Vita
2. Travels with Charlie
3. Charlie's Cat-Astrophe
4. Magical Misery Tour
5. Miss Guidance
6. Fearless Fido
7. Pair-a-Dogs Lost
8. Kibbleland
9. The Rexx Files
10. Sidekicked
11. Heaven Nose
12. The Big Fetch
13. All Creatures Great & Dinky

### Troisième saison (1998)
1. Free Nelly
2. Dogfaces
3. Charlie the Human
4. History of All Dogs
5. Trading Collars
6. Whacked to the Future
7. Dr Beagle and Mangy Hide
8. Charlie's Angle
9. Agent from F.I.D.O
10. Bess and Itchy's Dog School Reunion
11. When Hairy Met Silly
12. The Wrong Stuff
13. Haunted Is as Haunted Does
14. He Barked, She Barked

### Téléfilm (1998)
- Charlie, le conte de Noël (An All Dogs Christmas Carol) (téléfilm)

## Fiche technique
- Titre : Tous les chiens vont au paradis
- Titre original : All Dogs Go to Heaven: The Series
- Créée par : Don Bluth
- Réalisation : John Grusd et Gary Selvaggio
- Genre : Animation, comédie d'aventures et fantasy
- Nombre de saisons : 3
- Nombre d'épisodes : 40
- Durée d'un épisode : 22 minutes
- Première diffusion : 1996 à 1998 en syndication aux États-Unis
- Pays d'origine : États-Unis
- Langue : anglais
- Son : stéréo

## Distribution
- Ernest Borgnine : Carcasse
- Dom DeLuise : Gratouille
- Sheena Easton : Sasha LaFleur
- Bebe Neuwirth : Annabelle, Belladonna
- Charles Nelson Reilly : Killer
- Steven Weber : Charlie B. Barkin